# APO Hiking Society
Apolinario Mabini Hiking Society popularmente conocido como Apo Hiking Society o simplemente como Apo.  Es un grupo musical de Filipinas, que tuvo sus inicios en ciernes a partir de 1969 en el colegio Ateneo de Manila, integrada por trece miembros: Lito de Joya, Sonny Santiago, Gus Cosio, Renato Garcia, Chito Kintanar, Kenny Barton, Bruce Brown, Butch Dans, Kinjo Sawada, Ric Segreto, Goff Macaraeg, Doden Besa, Jim Paredes, y Boboy Garrovillo. El nombre del grupo deriva de una referencia intelectual de un héroe y revolucionario filipino, Apolinario Mabini, que fue acortado por "Apo", un término ilocano referido a un hombre sabio, y más adelante renombrado como "APO" (en mayúsculas). Contrariamente a la creencia popular, "Apo" no era una referencia a uno de los volcanes más famosos de Filipinas, el monte Apo.

## Discografía

### Álbumes de estudio
- Collector's Item (1975)
- Songwriter (1976)
- Pagkatapos ng Palabas (1978)
- Ten Years Together (1980)
- Twelve Years Together (1982)
- True To My Music (1983)
- Feet On The Ground (1984)
- Direksyon (1986)
- Made in the Philippines (1987)
- Mga Kuwento ng Apo (1990)
- Songbuk ng APO (1991)
- PaskonAPO (1991)
- 1-2-3 (1992)
- Barangay Apo (1994)
- Dating Alternatib (1996)
- Mismo! (1999)
- Banda Rito (2001)
- PaskonAPO Repackaged (Repackaged 2006)
- The Apo: Jim, Buboy and Danny (Their 26th APO Album after 8 years, 2009)

### Álbumes en vivo
- En Concierto #$%!? (Live Album) (1974)
- Peor de la sociedad Apo Senderismo (álbum en vivo) (1985)
- DalawampunAPOsila(Live Album) (1989)

### Recopilaciones
- Lo Mejor deApo Sociedad Senderismo (1988)
- Lo Mejor de la Sociedad de Senderismo Apo, vol. 2(1992)
- Kami muna Napo: 2 Discos Edición Limitada(2006)
- Kami NAPO se muna ulit: 2-Disc Limited Edition(2007)
- The Best Of KamiNapo Muna 2-CD (2008)
- APO Hiking Society: 18 Greatest Hits(2009)
- Kami NAPO se Naman Dito Sa Canada Limited Edition(2009) «Producciones RST». Archivado desde el original el 31 de diciembre de 2010.

### Colaboraciones
- La segunda Manila Metro Pop Music FestAlbum (Corp. Vicor Música, 1978)
- PamaskoMga de Ng Bituin(Universal Records, 1981)
- SalubunginPasko Ang(Universal Records, 1982)
- Handog de Ng Pilipino Sa Mundo (Universal Records, 1986)
- Ginintuang Diwa ngPasko (Universal Records, 1989)
- 18 Classic Songs OPM amor(Documentos PolyEast, 1995)
- Sandaan 1898-1998'(Universal Records, 1998)
- Festival sexta canción MetropopEl Álbum (Documentos GMA, 2001)
- LaLove Song Collection (Universal Records, 2003)
- SóloEl amor desinteresado (Universal Records, 2003)
- OPMoro(Universal Records, 2005)
- OPM SuperstarsNavidad(Universal Records, 2005)
- Lo mejor de la OPM baladas de amor(Universal Records, 2005)
- Lo mejor de la novedad OPM Hits(Universal Records, 2005)
- OPMNavidadDisco de Oro (Universal Records, 2006)
- NavidadOPM Platino (Universal Records, 2007)
- Bongga! El Retro Mayor OPM Hits Of The Year(Universal Records, 2008)
- N º 1 Mejor Firma de la OPM Hits(Corp. Vicor Música, 2008)

Senti *18 Hits Pinoy amor(Música Vicor Corp. y Viva Records, Inc., 2008) 
- Vol. Pinoy viaje de sonido. 1(Música Vicor Corporation & Records Viva, Inc., 2008)
- Vol. Pinoy viaje de sonido. 2(Música Vicor Corporation & Records Viva, Inc., 2008)
- Bongga2: Otra mayores éxitos de la OPM retro(Universal Records, 2009)
- El amor no conoce fronteras(Música Vicor Corp. y Viva Records, Inc., 2009)
- N º 1 Mejor Firma de la OPM Hits Vol.. 2(Corp. Vicor Música, 2009)
- Paalam, Maraming Pres Salamat. Aquino: Una banda sonora Homenaje Memorial(Star Records, 2009)
- The Best Of Vol. Manila sonido. 1(Corp. Vicor Música, 2010)
- The Best Of Vol. Manila sonido. 2(Corp. Vicor Música, 2010)
- OPMAll-Star de Navidad(Universal Records, 2010)

### Álbumes tributo
- Kami muna Napo(2006)
- Kami NAPO se muna ulit(2007)
- Kami NAPO se Naman Dito Sa Canadá(2009)

### Premios
- Myx Magna Premio, 2 º Premios de la Música Myx 2007
- Tanglaw de Ng Lahi Premio de la Fundación jesuitas Communications, Inc. 1994
- Premio al Logro de por vida, Premios Awit
- Premio al Logro de por vida, primero los Premios Estrella PMPC de Música 2009
- Los finalistas, Planeta Pop Festival de la Canción 2001
- Ganador del segundo lugar, Festival de Metro Manila Canción Popular 1978
- Nominado Mejor, los Ejércitos de televisión Hombre "Sa Linggo Napo Sila", Premios Estrella PMPC Para TV 1989-1995
- Nominada, mejores anfitriones de televisión Hombre "Sang Linggo Napo Sila", Premios Estrella PMPC Para TV 1995-1998

### Muestra en Televisión
- Superstar (RPN, 1975-1989)
- Discorama (Red de GMA, 1975-1986)
- Estudiante Cantina (GMA Network, 1975-1986) - Coanfitrión
- GMA Supershow (GMA Network, 1978-1982) - Coanfitrión
- Clasificado con A (MBS, 1980-1982) - Coanfitrión
- Sargento Palpak (MBS, 1981-1985; RPN, 1986-1988; Red de GMA, 1988-1993; ABC, 1993-1996) - Los tres Musikeros
- Vilma! (Red de GMA, 1986-1995)
- Young Love, Sweet Love (RPN, 1988-1990)
- Na-Kuh Eh, Eto Napo Sila! (ABS-CBN, 1987) - Anfitrión
- El Ático Parte (Red de GMA, 1990-1992) - Anfitrión

Islas Gamemasters * (IBC, 1992) - Anfitrión 
- Sa Linggo Napo Sila (IBC, 1989; ABS-CBN, 1989-1995) - Anfitrión
- Sang Linggo Napo Sila (ABS-CBN, 1995-1998) - Anfitrión

### Canciones
- Estadounidense no deseado (revivido por Kamikazee Feat.. Edgar Parokya Ni)
- Anna (revivido por Top Suzara)
- Awit Ng Barkada (Esp. La Canción de Amistad) (revivido por Itchyworms)
- Bakit Ang Babe (revivido por Sandwich)
- Banal na Aso, Santong Kabayo (Original por Yano)
- Batang Bata-Ka Pa (revivido por Sugarfree)
- Bawa't Bata (revivida por The Dawn, también es utilizado por Sugarfree como un anuncio jingle para "Lactum")
- Blue Jeans (revivido por Wise Guys, a continuación, Eraserheads, y ahora revivido por Rocksteddy)
- Di Na Natuto (original de Gary Valenciano, compuesto originalmente por Danny Javier y revivido por APO, a continuación, de sonido, ahora revivido por Noel Cabangon)
- Doo Doo Bi (revivido por Kamikazee)
- Ewan (revivido por Imago)
- Hanggang mayo de Pag-IBIG (revivido por Chilitees)
- Harana (original de Parokya Ni Edgar)
- Heto Na (revivido por hormigón Sam)
- Isang Dangkal (revivido por Paramita)
- Sólo una sonrisa Away (originales por Jaime Gatchitorena, original compuesta por Danny Javier, ahora revivido por Shamrock)
- Kabilugan de Ng buwan (revivido por goteo)
- Kaibigan (revivido por UpDharmaDown)
- Kisapmata (original Rivermaya)
- Kumot at Unan (Esp. Cobija y Almojada) (revivido por Boldstar banda, ahora Richard Poon)
- El amor es para cantar (revivido por el Bloomfields)
- Tugtugin Lumang
- Magasin (original de The Eraserheads, ahora Santos Paolo)
- Mahirap Magmahal Nang Syota Ng Iba (Esp. Es tan difícil amar a un amante de otro) (revivido por Hilera)
- Nakapagtataka (revivido por Hadji Alenjandro, luego revivido por Rachel Alejandro, entonces y ahora MYMP Esponja Cola)
- Paano (Esp. Como) (revivido por Shamrock)
- Pag-IBIG (Esp. El Amor) (revivido por Kitchie Nadal, ahora por Noel Cabangon)
- Pagsubok (original de Perla de Oriente)
- Panalangin (revivido por Moonstar88)
- Pare Ko (original de The Eraserheads, ahora revivido por Esponja Cola)
- Princesa (Princesa) (revivido por 6 Cyclemind)
- Pumapatak Ang Ulan (revivido por Eraserheads, ahora Parokya Ni Edgar)
- Saan Na Nga Ba'ng Barkada (revivido por Esponja Cola)
- Salawikain (revivido por Mcoy Fundales Feat.. Spaceflower Mostrar)
- Show Me A Smile (revivido por Imago)
- Suntok Sa buwan (revivido por Ely Buendía, ahora revivido por huevos revueltos)
- Syotang Pa-Clase (revivido por radiactivos sagú Proyecto)
- Tuloy Ang Ikot de Ng Mundo (revivido por Dicta licencia)
- Tuyo Na'ng Damdamin (revivido por silencio Santuario)
- Wala Hahanapin Nang Pa (revivido por fe verdadera)
- Cuando conocí a usted (revivido por Jeffrey Hidalgo, a continuación, Martín Nieves, a continuación, Barbie Almalbis y ahora Concepción KC para una película del mismo nombre de la canción)
- Yakap Sa Dilim (revivido por naranja y limones, ahora revivido por kiretoce Revival)